# Na granici (televizijska serija)
Na granici je hrvatska telenovela   nastala prema ideji autora Vlade Bulića, Mirne Miličić i Gorana Rukavine.
Serija je s emitiranjem započela u nedjelju, 9. rujna 2018. godine na Novoj TV, a emitirala se od ponedjeljka do četvrtka ili petka, ovisno o programskim odlukama Nove TV. Dana 30. svibnja 2019. godine, Nova TV potvrđuje kako će se posljednja epizoda prve sezone emitirati 10. lipnja 2019. godine.
Dana 10. rujna 2019. godine započinje emitiranje druge sezone serije, a kraj druge, a ujedno i posljednje sezone je predviđen za 12. prosinca 2019. godine.
Zbog svoje popularnosti, Nova TV reemitirala je seriju u udarnom terminu, odnosno u 20 ili 21 sat, od 19. prosinca 2022. do 30. prosinca 2023.
Serija je adaptirana u Slovačkoj i Grčkoj.

## Radnja

### Prva sezona
U središtu dramske serije Na granici je mlada, tek diplomirana ekonomistica Petra koja na povratku iz Zagreba u svoje rodno selo propušta autobus i upoznaje novog graničnog policajca koji je poslan kako bi stao na kraj krijumčarenju iz BiH u Hrvatsku. Zorka, glava kuće i glavni vođa ilegalnog biznisa krijumčarenja duhana i ostalih dobara preko granice, mnogo vjeruje Petri te ju uvodi u posao da bi ju jednoga dana mogla naslijediti. Od ilegalnog biznisa živi cijelo selo, a Petra postaje glavna udavača u tom malom mjestu. Svi očevi mladih muškaraca vide priliku dobro oženiti svoje sinove za Petru jer to znači dobar nastavak života uz zajamčen posao i u budućnosti. Glavna prijetnja ilegalnom poslu jest načelnik Zvonko koji dugi niz godina pokušava uhvatiti mještane u krijumčarenju, no nikako mu ne uspijeva. Novi mještanin i granični policajac Marko, dolazi u dvojbu: otkriti mještane u njihovom biznisu ili šutjeti i ostaviti priliku osvojiti srce mlade Petre.

## Sezone
| Sezona | Sezona | Epizoda | Premijera sezone | Kraj sezone        |
| ------ | ------ | ------- | ---------------- | ------------------ |
|        | 1      | 169     | 9. rujna 2018.   | 10. lipnja 2019.   |
|        | 2      | 67      | 10. rujna 2019.  | 18. prosinca 2019. |

## Vrijeme i mjesto radnje
Radnja serije odvija se u izmišljenom selu Lokvici, koju utjelovljuje Ivanić-Grad.
Vremenski, radnju telenovele pratimo na nekoliko planova:
- sukob Lokvice i Ljubanova (susjednih sela)
- Zorkin nestanak i lažna smrt – raspad krijumčarskog lanca i borba za njegov opstanak
- Zorkin povratak – povratak na staro

## Uloge
| Glumac/ica             | Lik                                     |
| ---------------------- | --------------------------------------- |
| Nadia Cvitanović       | Petra Lasić (djev. Masle)               |
| Filip Juričić          | Marko Lasić                             |
| Momčilo Otašević       | Krešo Butigan (1. sezona)               |
| Siniša Ružić           | Tomislav 'Tomo' Boban                   |
| Marko Braić            | Luka Penava                             |
| Žarko Radić            | Mijo Štiglić                            |
| Nina Erak              | Zorka Skorupović                        |
| Jadranka Elezović      | Stana Skorupović † (1. sezona)          |
| Petra Kraljev          | Mirela Štiglić (djev. Butigan)          |
| Milan Štrljić          | Andrija Masle                           |
| Lucia Glavich Mandarić | Ivana Gnječ (djev. Masle)               |
| Fabijan Pavao Medvešek | Božo Gnječ/don Božo Dobroslavić         |
| Barbara Nola           | Gordana Štiglić                         |
| Dino Rogić             | Jure Penava                             |
| Zlatan Zuhrić          | Branko Tadić 'Tadija'                   |
| Mladen Vulić           | Mate Butigan                            |
| Mijo Kevo              | Zdenko                                  |
| Sara Moser             | Željka Mandžukić                        |
| Tijana Pečenčić        | Alma Sučić                              |
| Asim Ugljen            | Ante Štiglić                            |
| Barbara Vicković       | Mirjana 'Mira' Masle (djev. Skorupović) |
| Martina Stjepanović    | Lidija Penava (djev. Masle)             |
| Elvira Aljukić         | Anđelka Penava                          |
| Nermin Omić            | Nediljko Penava                         |
| Mirko Ilibašić         | Dalibor 'Dado' Čuljak                   |
| Petar Puškarić         | Karlo Matešić                           |

### Gostujuće uloge
| Glumac/ica             | Lik                          |
| ---------------------- | ---------------------------- |
| Karmen Sunčana Lovrić  | Gabrijela 'Gabi' Boban       |
| Ksenija Pajić          | Vinka                        |
| Velimir Čokljat        | Zvonko                       |
| Enes Vejzović          | Boris                        |
| Alen Šalinović         | policijski inspektor         |
| Jadran Grubišić        | policajac                    |
| Ivan Primorac          | policajac                    |
| Jadranko Glavačević    | Štiglićev klijent            |
| Josip Klobučar         | Rade                         |
| Davor Svedružić        | Miško                        |
| Petra Cicvarić         | Kristina                     |
| Vladimir Posavec Tušek | Ivica Selak                  |
| Žarko Savić            | Ljubo                        |
| Slavko Sobin           | Ljuban                       |
| Robert Ugrina          | Lula                         |
| Dunja Sepčić-Bogner    | bankarica                    |
| Amar Bukvić            | Domagoj Štiglić              |
| Zijad Gračić           | odvjetnik Ladislav Banac     |
| Stjepan Perić          | inspektor Dinko Duda         |
| Draško Zidar           | Miroslav Žutelija            |
| Matija Prskalo         | Dubravka Gnječ               |
| Vedran Mlikota         | Mile Gnječ                   |
| Radoslava Mrkšić       | Ljubica                      |
| Ivica Zadro            | Đuro                         |
| Kostadinka Velkovska   | slijepa baka                 |
| Dijana Vidušin         | Bianca                       |
| Tea Šimić              | Sandra – "Mala iz Karlobaga" |
| Mate Gulin             | don Šime †                   |
| Mladen Čutura          | don Smiljko                  |
| Amanda Prenkaj         | arheologinja                 |
| Borko Perić            | Toni Kralj                   |

## Međunarodna emitiranja
| Zemlja     | TV mreža | Premijera serije    | Kraj serije        |
| ---------- | -------- | ------------------- | ------------------ |
| Hrvatska   | Nova TV  | 9. rujna 2018.      | 18. prosinca 2019. |
| BIH        | Nova BH  | 9. listopada 2018.  | 26. prosinca 2019. |
| Crna Gora  | Nova M   | 9. listopada 2018.  | 24. siječnja 2020. |
| Makedonija | Sitel    | 26. studenoga 2018. | 19. srpnja 2020.   |
| Srbija     | Prva TV  | 1. siječnja 2019.   | 24. siječnja 2020. |
| Slovenija  | POP TV   | 4. svibnja 2020.    | 19. svibnja 2021.  |
| Slovenija  | Voyo     | 4. svibnja 2020.    | 19. svibnja 2021.  |
| Srbija     | B92      | 8. prosinca 2021.   | 7. listopada 2022. |

## Adaptacije
Serija se adaptirala u slovačkoj na kanalu TV JOJ, pod imenom Hranica, a trajala je od siječnja 2022. do prosinca 2023. U Grčkoj od 29. listopada se prikazuje grčka adaptacija pod imenom Στα σύνορα (Na granici).

## Zanimljivosti
- Uvodnu pjesmu serije izvode hrvatski pjevači Danijela Martinović i Joško Čagalj Jole
- Prva televizijska uloga za Nadiu Cvitanović, Marka Braića i Fabijana Pavla Medvešeka.
- Asim Ugljen i Žarko Radić utjelovljuju sina i oca, kao u seriji Kud puklo da puklo.
- Šest glumaca koji su utjelovljivali glavne uloge u seriji Kud puklo da puklo utjelovljuju ih i u ovoj seriji – Milan Štrljić, Žarko Radić, Barbara Vicković, Tijana Pečenčić, Asim Ugljen i Momčilo Otašević.
- 31. prosinca 2018. godine, emitirana je najgledanija epizoda koju je pratilo oko 830.000 gledatelja.
- 30. svibnja 2019. godine, Nova TV je potvrdila kako će se serija nastaviti emitirati i na jesen 2019. godine, kada kreće druga sezona.
- Prva sezona serije imala je čak preko 650.000 gledatelja.

## Vanjske poveznice
- Službena stranica Nova TV
- Popis autora i suradnika serije Nova TV
- Službena stranica Sve epizode serije na portalu Nova Plus
- Na granici u internetskoj bazi filmova IMDb-a